# Mukim di Sukang
Sukang è un mukim del Brunei situato nel Distretto di Belait con 125 abitanti al censimento del 2011.

## Geografia antropica

### Suddivisioni amministrative
Il mukim è suddiviso in 9 villaggi (kapong in malese):
Apak-Apak, Saud, Buau, Kukup, Sukang, Dungun, Ambawang, Biadong Tengah, Biadong Ulu